# Dermanyssoidea
Dermanyssoidea es una superfamilia de ácaros, incluyendo la mayoría de los ácaros que parasitan los vertebrados. Comprende 21 familias:
- Dasyponyssidae
- Dermanyssidae
- Entonyssidae
- Haemogamasidae
- Halarachnidae
- Hirstionyssidae
- Hystrichonyssidae
- Ixodorhynchidae
- Laelapidae
- Larvamimidae
- Leptolaelapidae
- Macronyssidae
- Manitherionyssidae
- Omentolaelapidae
- Pneumophionyssidae
- Raillietiidae
- Rhinonyssidae
- Spelaeorhynchidae
- Spinturnicidae
- Trichoaspididae
- Uronyssidae
- Varroidae